# Rypticus bistrispinus
Rypticus bistrispinus är en fiskart som först beskrevs av Samuel L. Mitchill, 1818.  Rypticus bistrispinus ingår i släktet Rypticus och familjen havsabborrfiskar. Inga underarter finns listade i Catalogue of Life.